# Golden Crown
«Золотая Корона» (перс. تاج طلایی‎) — авиационная пилотажная группа Имперских ВВС Ирана, сформированная в 1958 году.  Летала на реактивных истребителях F-84, F-86 и F-5E.
Авиагруппа «Золотая Корона» была официально основана в 1958 году. Четырнадцать иранских пилотов были направлены на одну из немецких авиабаз в Германии для ознакомления с основами пилотажа на реактивных самолётах. Первое выступление было совершено в 1958 году на четырёх F-84. К 1959 году группа имела девять самолётов F-84. Авиагруппа выполняла полёты на авиабазе Мехрабад, а затем на авиабазе в 100 км от Тегерана. Среди пилотов был Амир Хосейн Рабии, последний командующий шахскими ВВС в 1976—1979 годах.
После иранской революции в 1979 году команда была расформирована.

## Галерея
- F-84G Thunderjet из состава авиагруппы Золотая корона.
- F-86 Sabre в национальных цветах Ирана.
- 6 F-5E из состава авиагруппы Золотая корона.